# 4061 Martelli
4061 Martelli este un asteroid din centura principală, descoperit pe 19 martie 1988 de Walter Ferreri.